# くだまき男の飽き足らん生活
『くだまき男の飽き足らん生活』（くだまきおとこのあきたらんせいかつ）は、ガガガSPの9枚目のオリジナル・アルバム。2013年12月18日発売。発売元は、avex entertainment。

## 概要
- 今作も前作「日常アナキズム」同様、ボーカルのコザック前田、ギターの山本聡、ベースの桑原康伸が作詞・作曲したものを集めたアルバム。
- 「日常アナキズム」では、作品のコンセプトを決めずに、3人が持ち合わせた楽曲を集めてアルバムを制作したが、今回は山本、桑原が作った曲をバンド内で前田が歌うということを意識して楽曲を作り、アルバムに収録。当アルバムで前田が作詞・作曲した楽曲は2曲。
- 山本が製作した当アルバム4曲目の「書き込み男と自画撮り女」、5曲目の「はきだめぶぎ」、前田・山本共作の8曲目「どんでん返し」からくだを巻いている曲ができたなと思い、そこから「くだまき男の飽き足らん生活」というアルバム名がつけられた。
- ガガガSPが1年に2枚、オリジナルアルバムを製作するのは2013年が初めて。（前作「日常アナキズム」は、2013年1月にリリースされた。）

## 収録曲
1.時代はまわる
- 作詞･作曲:コザック前田
  - PVがあり、PV撮影は茨城県にて行われた。
  - 時代が変わって置き去りにされたような一人ぼっちになった気分の中でも、自分の根本の部分は変わらず、自分らしい音楽を作っていけば、それが時代の性分に合っていようがいなかろうが、素晴らしいものだと自分で思えるという前田の思いから作られた曲。

2.直球勝負の男
- 作詞・作曲：桑原康伸

3.カゲロウ橋
- 作詞・作曲：山本聡

4.書き込み男と自画撮り女
- 作詞・作曲：山本聡

5.はきだめぶぎ
- 作詞・作曲：山本聡
  - 山本が常に考えていることを元にした楽曲。
  - この曲ができたとき、前田は「やまもっちゃん（山本のあだ名）はこんなこと考えて生きとったんか！」と驚いた。

6.君がなくなっても
- 作詞・作曲：桑原康伸

7.思春期
- 作詞・作曲：桑原康伸
  - アルバムのリリース前にライブで何度か演奏された曲。

8.どんでん返し
- 作詞：コザック前田　作曲：山本聡

9.本当のトコロ　
- 作詞・作曲：コザック前田
  - レゲエの曲を前田と桑原が作りたいといったことが製作の発端。レゲエのメロディーがフォークのメロディーに近いから「作るのだったら前田さんが作ってください。」ということに。レゲエのまま全部終わらせてしまっては、ガガガSPを期待している人にとっては面白みが感じられないだろうということで、途中からテンポが上がるだろうということを想定して、歌詞も1番と2番を逆説にした。
  - 曲の内容は「矛盾しているかもしれないけど、日によって『ダメなんじゃないか』とか『イケるんじゃないか』って思いながら生きているんじゃないか」という思いから作られた曲。そういった矛盾も含めて、「本当のトコロ」だと前田は言っている。

10.友よ
- 作詞・作曲：山本聡
  - テレビ東京系アニメ「ムシブギョー」の第1期主題歌。
  - バンドが移籍になったきっかけは、「ムシブギョー」がアニメ化される際、原作者の福田宏が、「主題歌をガガガSPにするならアニメ化してもよい」といったこと。avex entertainment側はガガガSPについて詳しく知らなかったようだが、福田のリクエストを受けてバンドが移籍することが決まった。その際に、山本が書いた曲がこの曲であり、それが「ムシブギョー」の主題歌として起用されることとなった。
  - 友達に向けて歌った曲。山本は、学生時代には友人が少なく、学校に行ってからの第一声が帰宅時の「ただいま」だったこともあった。また、その際、声がしっかり出るかどうか下校時に発声練習をしていたこともあった。

11.飯食って寝る
- 作詞・作曲：桑原康伸
  - 本作リリース後の全国ツアー『ガガガSPツアー2014「くだまき男の飽き足らん生活」』の最終曲でこの曲が演奏されることが多かった。

## 購入特典
1.ローソンHMV限定特典 ガガガSPロゴステッカー
2.タワーレコード限定特典 オリジナルCD（未収録音源:夜明けの街）
3.TSUTAYA RECORDS限定特典 ガガガSP名言入り年賀状